# Eric Mjöberg

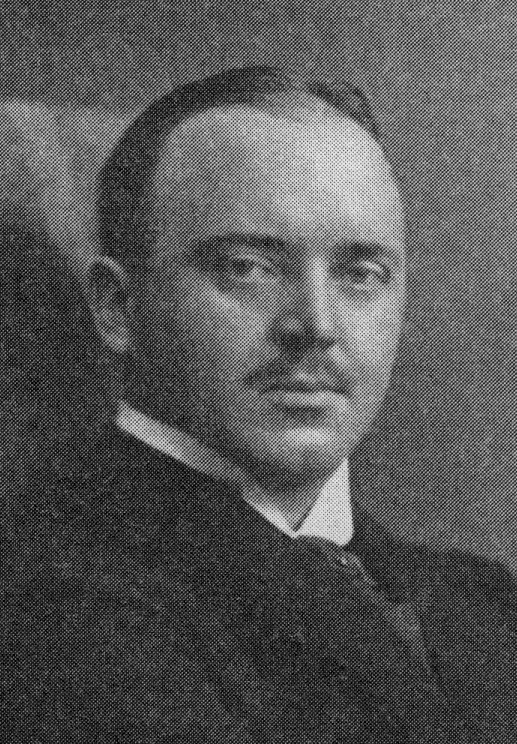
Eric Mjöberg, um 1920

Eric Georg Mjöberg (* 6. August 1882 in Ås, Gemeinde Varberg, Provinz Halland, Schweden; † 8. Juli 1938 in Stockholm) war ein schwedischer Zoologe und Ethnograph, der am Anfang des 20. Jahrhunderts die erste schwedische wissenschaftliche Expedition nach Australien leitete und in Indonesien arbeitete.

## Leben
Von 1903 bis 1906 arbeitete Mjöberg bei einer entomologischen Forschungseinrichtung. Zwischen 1902 und 1909 reiste er zu Studienzwecken durch Schweden. 1903 und 1910 war er wiederholt am Naturhistoriska riksmuseet in Stockholm tätig. In den Jahren 1907 bis 1909 lehrte er an verschiedenen höheren Schulen in Stockholm. Mjöberg erlangte 1908 ein Lizenziat der Universität Stockholm und promovierte 1912 an der Universität Lund.
Er leitete 1910/11 die erste schwedische Expedition nach Australien, die ihn in den Nordwesten des Kontinents führte. 1912/13 folgte eine weitere Expedition nach Queensland.
1916 und 1917 befand er sich auf einer Vorlesungsreise in den Vereinigten Staaten. Mjöberg arbeitete von 1919 bis 1922 für die Forschungsstation in Deli, Sumatra (heute Medan). 1920 war er schwedischer Konsul in Sumatra. Von 1922 war er Kurator des Sarawak State Museum auf Borneo. Darüber hinaus arbeitete er für mehrere schwedische Museen. Ein weiterer Studienaufenthalt in den Vereinigten Staaten währte von 1921 bis 1925.

## Expeditionen nach Australien
1910 brach Mjöberg zu seiner ersten Australien-Expedition auf, die ihn in die Region Kimberley führte. Dort wollte er seine darwinistische Theorie zur Evolution des Menschen beweisen. Zu diesem Zeitpunkt war ihm noch nicht bewusst, welche schwerwiegenden und lange andauernde Konsequenzen die Reise für indigene Völker Australiens und ihn selbst haben würde. In Westaustralien entwickelte Mjöberg, der seine Reise mit dem Sammeln von einheimischen Tieren und Pflanzen begonnen hatte, eine Besessenheit in Bezug auf die Aborigines und ihre Kultur. Sein unethisches Verhalten schloss das Entweihen heiliger Stätten indigener Gemeinschaften und den Diebstahl menschlicher Überreste ein, die er nach Schweden mitnahm.
Wissenschaftshistoriker haben Mjöberg als aggressiv, arrogant und hinterhältig beschrieben, und als einen Anführer, der sich unter der lokalen indigenen Bevölkerung, bei Farmern und sogar in seiner Forschungsgruppe Feinde machte. Da die Ausfuhr von Kulturgütern damals bereits illegal war, schmuggelte Mjberg seine Beute als „Känguruknochen“ nach Schweden. Auf seiner zweiten Australien-Expedition, nach Queensland, New South Wales und Victoria, raubte er in jeder Region einen Satz menschlicher Überreste.
Der größte Teil des aus Australien stammenden Sammlungsbestands im Ethnografischen Museum Stockholm wurde zwischen 1910 und 1911 nach Schweden eingeführt. Mit der Veröffentlichung seines Reisetagebuchs zur ersten Australien-Expedition dokumentierte Mjöberg sein Handeln, das gegen die heutige Wissenschaftsethik massiv verstieß. Damit schuf er eine Grundlage für die an der Wende vom 20. zum 21. Jahrhundert in der westlichen Welt intensiv geführte Debatte um den Raub von Körperteilen indigener Menschen, kultureller Artefakte und Kunstwerken, einschließlich der Forderung nach der Rückgabe des Raubgutes.

## Krankheit und Tod
Während einer langen Krankheit, die von ständigen albtraumhaften Erinnerungen an seine Erfahrungen in Kimberley und einer Furcht vor der Verfolgung durch Aborigines und Wondjina, Schpfungsgeister aus der Traumzeit,  geprägt war, starb Mjöberg in Armut. Während seiner Krankheit war er gezwungen, einen Teil seiner privaten Sammlungen zu verkaufen.

## Dedikationsnamen
- Vaccinium mjoebergii J.J.SM. (Ericales: Ericaceae)[5]

- Uperoleia mjobergii (Andersson, 1913)[6] (Anura: Myobatrachidae)

- Austruca mjoebergi (Rathbun, 1924) (Decapoda: Ocypodidae)

- Mjöbergs Winkelkopfagame (Gonocephalus mjobergi Smith, 1925), (Squamata: Agamidae)[7]

- Glaphyromorphus mjobergi (Lönnberg & Andersson, 1925) (Squamata: Scincidae),[7]

- Philautus mjobergi Smith, 1925 (Anura: Rhacophoridae),[6]

- Arthrorhabdus mjobergi Kraepelin, 1916 (Scolopendromorpha: Scolopendridae)

- Leptobrachella mjobergi Smith, 1925 (Anura: Megophryidae),[6]

- Neobidessodes mjobergi (Zimmermann, 1922) (Coleoptera: Dytiscidae)[8]